# Ordoño I de Asturias
Ordoño I de Asturias (Oviedo, 821-Oviedo, 27 de mayo de 866), rey de Asturias entre los años 850 y 866, fue hijo del rey Ramiro I y padre de Alfonso III de Asturias.

## Biografía
Pasó los primeros años de su vida en Oviedo, en la corte de Alfonso II, y probablemente fue asociado al trono en su juventud. A la edad de nueve años se trasladó a Galicia con su familia, región de la que su padre había sido nombrado gobernador. Completó su educación en la ciudad de Lugo, donde residía, y allí mismo inició su formación militar.
Fue nombrado gobernador provisional de Galicia mientras su padre, el rey Ramiro I, acudía a las Bardulias para contraer matrimonio con Paterna, que sería su segunda esposa. Durante dicho viaje, la vida de Ordoño cambió radicalmente puesto que durante su transcurso falleció Alfonso II. Todo parecía indicar que Ramiro sería proclamado rey de inmediato, pero Nepociano de Asturias, un noble que contaba con numerosos apoyos, se hizo proclamar rey de Asturias, hecho que se pudo dar debido a la ausencia de Ramiro I.
Ordoño colaboró entonces en las tareas de organización del ejército que su padre quería utilizar contra Nepociano, aunque no luchó, puesto que quedó en Galicia como gobernador todavía provisional. Tras el ascenso de Ramiro al trono, quedó confirmado en dicho puesto.
Sucedió a su padre Ramiro I, fallecido el 1 de enero del 850. De esta forma se convirtió en el primer rey de Asturias en acceder al trono por herencia, no por elección de la nobleza. Poco después tuvo que hacer frente a una sublevación de los vascones, apoyados probablemente por los Banu Qasi de Zaragoza. Tras sofocar la rebelión, y mientras regresaba a Oviedo, tuvo noticias de que los musulmanes tenían intención de atacar las Bardulias. Ante esto se dirigió a su encuentro y les venció en las orillas del Ebro.
Ambas victorias no mejoraron mucho su tranquilidad, puesto que, tras esto, el gobernador de Zaragoza, Musa ibn Musa, decidió fortificar la ciudad de Albaida (la actual Albelda de Iregua). Ante el peligro que esto suponía para sus intereses y aliado con García Íñiguez de Pamplona, asedió y posteriormente arrasó la ciudad en la batalla de Albelda en 859. En cuanto a sus relaciones con Al-Ándalus, apoyó a los mozárabes de Toledo, sublevados contra la autoridad del emir de Córdoba, acción que le valió la derrota de batalla de Guadalacete en 854. Este fracaso le obligó a consolidarse en la zona comprendida entre el Duero y la cordillera Cantábrica, repoblando y amurallando las ciudades de León, Astorga, Amaya y Tuy, convirtiéndolas en la defensa del reino.
Intentó avanzar en la reconquista a expensas del señor árabe de Tudela, consiguiendo controlar los accesos a Navarra y a las tierras de los vascones. El gobernante musulmán de Córdoba reaccionó mandando una fuerte expedición al valle de Miranda y Álava, que fue arrasado, donde el primer conde castellano Rodrigo fue completamente derrotado en la batalla de la Morcuera.

## Matrimonio y descendencia
De su matrimonio con Nuña, de quien se desconocen sus orígenes familiares, nacieron, por lo menos, seis hijos:
- Alfonso III de Asturias (c. 848-910). Heredó el trono de Asturias a la muerte de su padre y contrajo matrimonio con Jimena, con quien tuvo descendencia. Fue sepultado en el panteón de reyes de la Catedral de Oviedo.
- Bermudo Ordóñez. Cuando su hermano Alfonso III subió al trono, se rebeló contra él. Fue el único de los hermanos del rey que se libró de ser cegado. Según Sampiro, Bermudo se exilió en Coímbra donde falleció poco antes de diciembre de 928. En esa fecha, Oneca —quien pudiera ser la hija de Leodegundia, probable hija del rey Ordoño I y, por tanto, hermana de este Bermudo, y esposa del conde Diego Fernández— aparece haciendo una donación al monasterio de Lorvão por el alma de Veremudo dive memorie que ha sido confundido frecuentemente con el rey Bermudo II de León, pero que en realidad, se refiere a este infante que vivió en el condado Portucalense.[4]
- Nuño Ordóñez, Fruela Ordóñez y Odoario Ordóñez quienes se rebelaron junto con su hermano Bermudo contra Alfonso III quien ordenó cegarlos.

También pudo ser el padre de:
- Leodegundia Ordóñez, quien contrajo matrimonio con un infante o noble pamplonés, ya que en un diploma el rey Ramiro II de León se refiere a una de las hijas de Oneca y del conde Diego Fernández, llamada Leodegundia, como su tía.[5][6]

## Muerte y sepultura

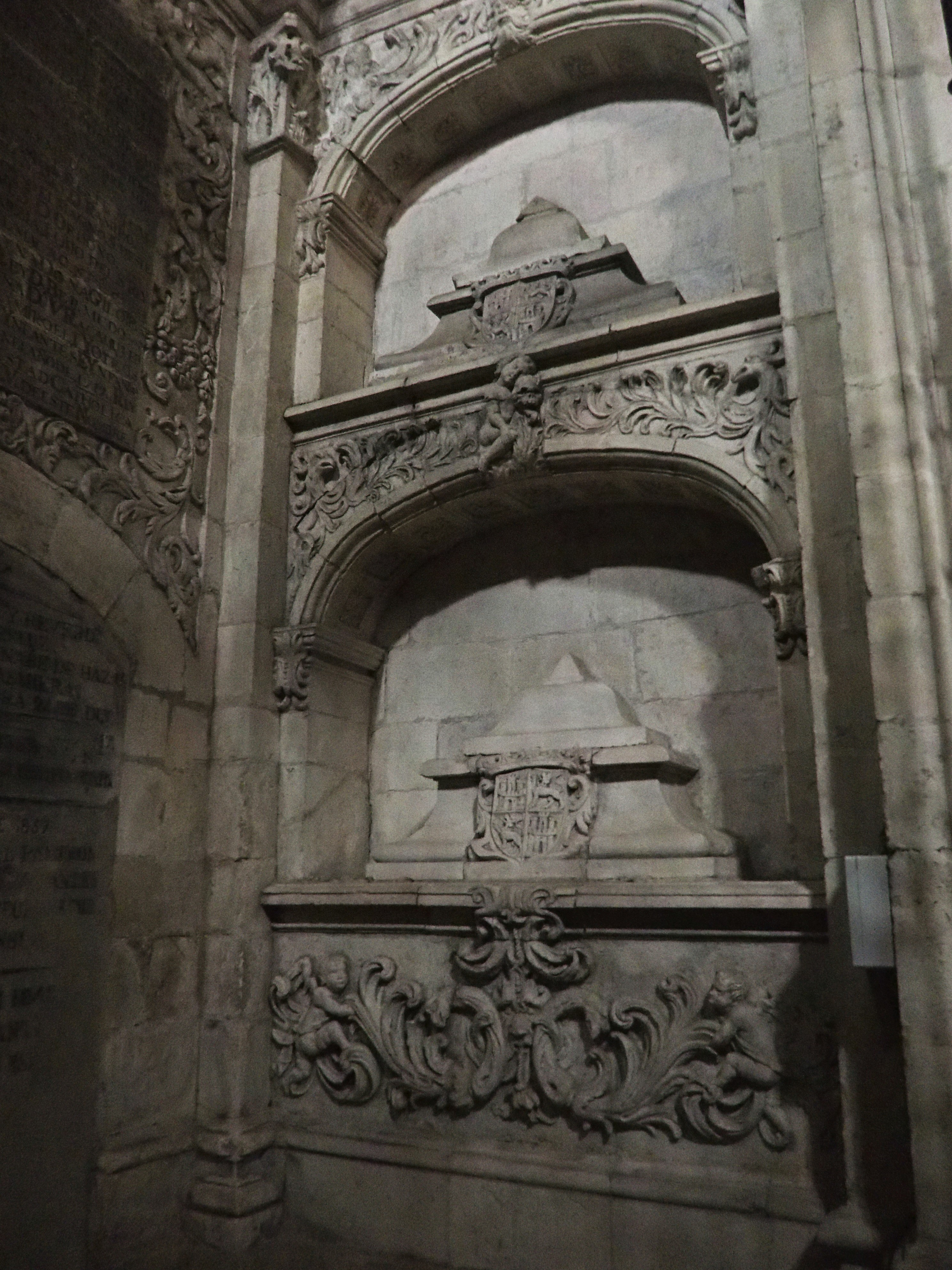
Panteón de reyes de la catedral de Oviedo.

Ordoño I, enfermo de gota, falleció en la ciudad de Oviedo el día 27 de mayo del año 866. La Primera Crónica General describe del siguiente modo la defunción de Ordoño I:

Andados X annos desse rey don Ordonno -et fue esto en la era de DCCC et LXX et un annos- enfermo el rey de los pies, de una enfermedad a que dizen en la fisica podagra...Et desta enfermedad podagra enfermo el rey Ordonno, et murio ende en Oviedo, et enterraronle y muy onrradamientre como a rey en la eglesia de Santa Maria. La su alma reyne con Dios, ca muy buen rey fue.

Recibió sepultura en el panteón de reyes de la capilla de Nuestra Señora del Rey Casto de la catedral de Oviedo, en el que también fue sepultada su esposa, la reina Nuña. En el sepulcro de piedra en el que fueron depositados sus restos mortales, que estaba colocado junto al de Alfonso II el Casto, se hallaba esculpido el siguiente epitafio:

ORDONIUS ILLE PRINCEPS, QUEM FAMA LOQUETUR, CUIQUE REOR SIMILEM SECULA NULLA FERENT. INGENS CONSILIIS ET DEXTERAE BELLIGER ACTIS. OMNIPOTENSQUE TUIS NON REDDAT DEBITA CULPIS. OBIIT SEXTO KAL. JUNII. ERA DCCCCIIII.

| Predecesor: Ramiro I | Rey de Asturias 850 - 866 | Sucesor: Alfonso III |